# تناظر (هندسة)
التناظر (بالإنجليزية:  symmetry)‏ هو تحويل هندسي لاإرادي يحافظ على التوازي. تشمل التناظرات الشائعة الانعكاس والتماثل المركزي.
التناظر الهندسي هو حالة خاصة من التناظر. هناك عدة أنواع من التناظرات في المستوى أو في الفضاء.
ملاحظة : مصطلح التناظر له أيضًا معنى آخر في الرياضيات. في مجموعة تناظر التعبير، يشير التناظر إلى أي تماثل. يشير هذا المصطلح إلى الترجمة، أو التشكل التلقائي المتعامد، أو الجمع بين الاثنين.

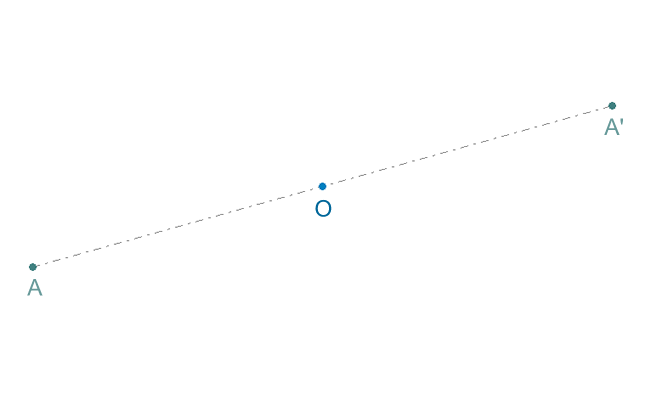
(O) هــو مــركز تناظر المــستقيم (A و-A).

## قاعدة
- إذا كان مماثل شكل (S) بتماثل مركزي مركزه نقطة (O)، هو الشكل نفسه، فإننا نقول أن (O) هو مركـز تمـاثـل الشــكل (S).

مركز تماثل الدائرة (S) هو المركز (O).

## مركز التناظر

### عرض
تماثل المركز O هو التحويل الذي يربط، في أي نقطة، النقطة M 'بحيث تكون O هي نقطة منتصف [MM'].
بناء : رسم الخط (د) الذي يمر عبر A و O. و تمديده إلى ما بعد O. باستخدام بوصلة مشيرة إلى O ومسافة مساوية لـ OA، قطع (D) عند A '.
التناظر مع المركز O هو أيضًا دوران بزاوية مسطحة وتماثل مع المركز O ونسبة -1.

### مركز التناظر
الشكل له مركز تناظر C إذا كان ثابتًا بالتناظر للمركز C.
أمثلة على مركز التناظر :
- الحروف N و S و Z لها مركز تناظر.
- متوازي الأضلاع هو مركز التناظر نقطة تقاطع أقطارها. هذه الخاصية هي سمة من سمات متوازي الأضلاع : شكل رباعي ABCD له هذه الخاصية هو بالضرورة متوازي أضلاع
- السداسي هو مضلع يسمح بتقاطع أقطاره كمركز التناظر.
- تعترف الدائرة بأن مركزها هو مركز التناظر.
- في التحليل، منحنى المعادلة y = f ( x ) له مركز التناظر C ( a ؛ ب ) إذا وفقط إذا، لكل h حقيقي مثل أن a + h ينتمي إلى مجال تعريف f، لدينا
  - أ - ح ينتمي إلى مجال التعريف
  - و ( أ + ح ) + و ( أ - ح ) = 2 ب

عندما يكون مركز التناظر في أصل نظام الإحداثيات، يُقال أن الوظيفة فردية. في هذه الحالة يتم تبسيط التعبير السابق إلى : و (- ح ) = - و ( ح ).

### مجموعة التماثلات المركزية-الترجمات
إن المركب المكون من تماثلين مع المركزين O و O 's O' os O هو ترجمة متجهية {\displaystyle 2{\overrightarrow {OO'}}}

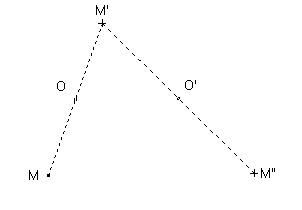
تجعل نظرية النقطة المتوسطة من الممكن ملاحظة ذلك

تُستخدم هذه الخاصية لتحديد مجموعة أولى من تحويلات المستوى : أن التماثلات المركزية-الترجمات. في الواقع، من خلال تكوين اثنين من التماثلات المركزية أو الترجمات، يحصل المرء على تناظر مركزي أو ترجمة. وللحصول على خريطة متطابقة، يكفي تكوين ترجمة للمتجه u عن طريق ترجمة المتجه - u، أو تكوين تناظر مركزي بنفسه.
التناظر المركزي يحافظ على المسافات والزوايا الموجهة. لذلك فهو قياس إيجابي أو إزاحة. وبالتالي فإن المجموعة المحددة مسبقًا هي مجموعة فرعية من مجموعة الإزاحة.

## تناظرات مائلة
يمكن للمرء أيضًا تحديد تماثلات المحور ( D ) وفقًا للاتجاه ( P ) أو التماثلات فيما يتعلق ( P ) وفقًا للاتجاه ( D )، بشرط ألا تحتوي أي مساحة جزئية مساوية أو موازية لـ ( P ) تمامًا ( D ) ولا ترد بالكامل في ( D ) ويقل تقاطعها إلى نقطة واحدة (وإلا فإن هذه التحولات ليست تناظرات بل إسقاطات).
لكن هذه التحولات ليست متوازنة إذا لم تكن ( D ) و ( P ) متعامدة. ومع ذلك، فإن هذه التحولات (وكذلك الإسقاطات) تحافظ على مراكز الباريون وهي حالات خاصة للتحولات الأفينية للفضاء.